# Cayo Muerto (Los Roques)
Cayo Muerto o simplemente Muerto es el nombre que recibe una isla de Venezuela en el Mar Caribe o Mar de las Antillas. Geográficamente la isla hace parte del Archipiélago Los Roques una de las Antillas Menores, administrativamente está incluida en el Territorio Insular Miranda, una subdivisión de la Dependencias Federales de Venezuela.
Cayo Muerto no debe ser confundida con otra isla del mismo nombre en el parque nacional Morrocoy (Cayo Muerto en el Estado Falcón) ni tampoco con otra isla que se ubica más al sur en la Gran Barrera Arrecifal del Este y que también forma parte de Los Roques (Isla Muerto) al noreste de Gresquí.
La isla prácticamente sin vegetación y deshabitada se encuentra entre Madrisquí y Cayo Pirata (al oeste) y Saquisaquí (al Este). Es solo visitada ocasionalmente por turistas que aprovechan su aislamiento y las aguas bajas y cristalinas que la rodean.